# Chrome (Trace Adkins)
Chrome è il quarto album in studio dalla cantante statunitense di musica country Trace Adkins. È stato pubblicato il 9 ottobre 2001 su Capitol Records.
L'album prodotto tre singoli per la Adkins della Billboard Hot Country Songs classifica: "I'm Tryin '", alla # 6, "aiutarmi a capire" alla # 17, e la title track alla # 10. È stato anche disco di platino dalla RIAA. L'album è stato prodotto da Trey Bruce (tracce 3, 5-8, 10, 11) e Dann Huff (tracce 1, 2, 4, 9, 12).
Title track dell'album è stato successivamente coperto da Jeffrey Steele nel suo album 2003 Gold, Platinum, Chrome, e Steele.